# Next 2 You
Next 2 You è un brano musicale del cantante statunitense Chris Brown, estratto come quinto singolo dal suo quarto album studio, F.A.M.E. il 18 marzo 2011. Il brano è stato scritto da Nasri Atweh e Adam Messinger dei The Messengers, anche produttori del brano, insieme allo stesso Brown, e figura la partecipazione del cantante canadese Justin Bieber.
Il video musicale prodotto per Next 2 You è stato diretto da Colin Tilley e registrato presso gli Universal Studios di Los Angeles e Manhattan. Nel video, al fianco dei due cantanti, compare l'attrice Shannon Elizabeth. Il filmato ha ottenuto la certificazione Vevo.

## Tracce
Il pacchetto singolo della canzone contiene il duetto ufficiale di Brown e Bieber, una versione solista di Brown e la canzone b-side Talk Ya Ear Off.
- Digital download[12]

1. Next 2 You featuring Justin Bieber – 4:25

- Digital download/radio edit[13]

1. Next 2 You featuring Justin Bieber (Radio edit) – 3:31
2. Next 2 You (Radio edit) – 3:30

- Digital download/radio edit[14]

1. Next 2 You featuring Justin Bieber (Radio edit) – 3:31
2. Next 2 You (Radio edit) – 3:30
3. Talk Ya Ear Off – 3:13

## Classifiche
| Classifica (2011) | Posizione più alta |
| ----------------- | ------------------ |
| Australia         | 22                 |
| Austria           | 20                 |
| Canada            | 36                 |
| Corea del Sud     | 95                 |
| Germania          | 28                 |
| Irlanda           | 21                 |
| Nuova Zelanda     | 11                 |
| Regno Unito       | 14                 |
| Slovacchia        | 37                 |
| Stati Uniti       | 26                 |
| Svizzera          | 74                 |